# Фокс, Джеки
Жаклин Луиза (Джеки) Фокс (англ. Jacklyn Louisa «Jackie» Fox; род. 20 декабря 1959, Лос-Анджелес, Калифорния, США) — американский адвокат и музыкант. Под сценическим псевдонимом Джеки Фокс играла на бас-гитаре в женской рок-группе Runaways.

## The Runaways

### Приглашение
Джеки получила раннее признание в Лос-Анджелесе, чтобы изучать математику. Когда возможность присоединиться к молодой рок-группы The Runaways возникла, Фокс была «обнаружена» у танцев на Starwood Родни Бингенхеймер (самопровозглашенного «мэра Сансет-Стрип»), который познакомил ее с продюсером / импресарио Кимом Фоули.
Изначально она пробовалась на соло-гитару, однако она не умела играть на гитаре, да и для этого группа уже наняла Литу Форд. Некоторое время спустя ее снова позвали играть, но уже на бас-гитаре; она приняла предложение и присоединилась к The Runaways, 4 августа 1975 года, незадолго до своего 16-летия.

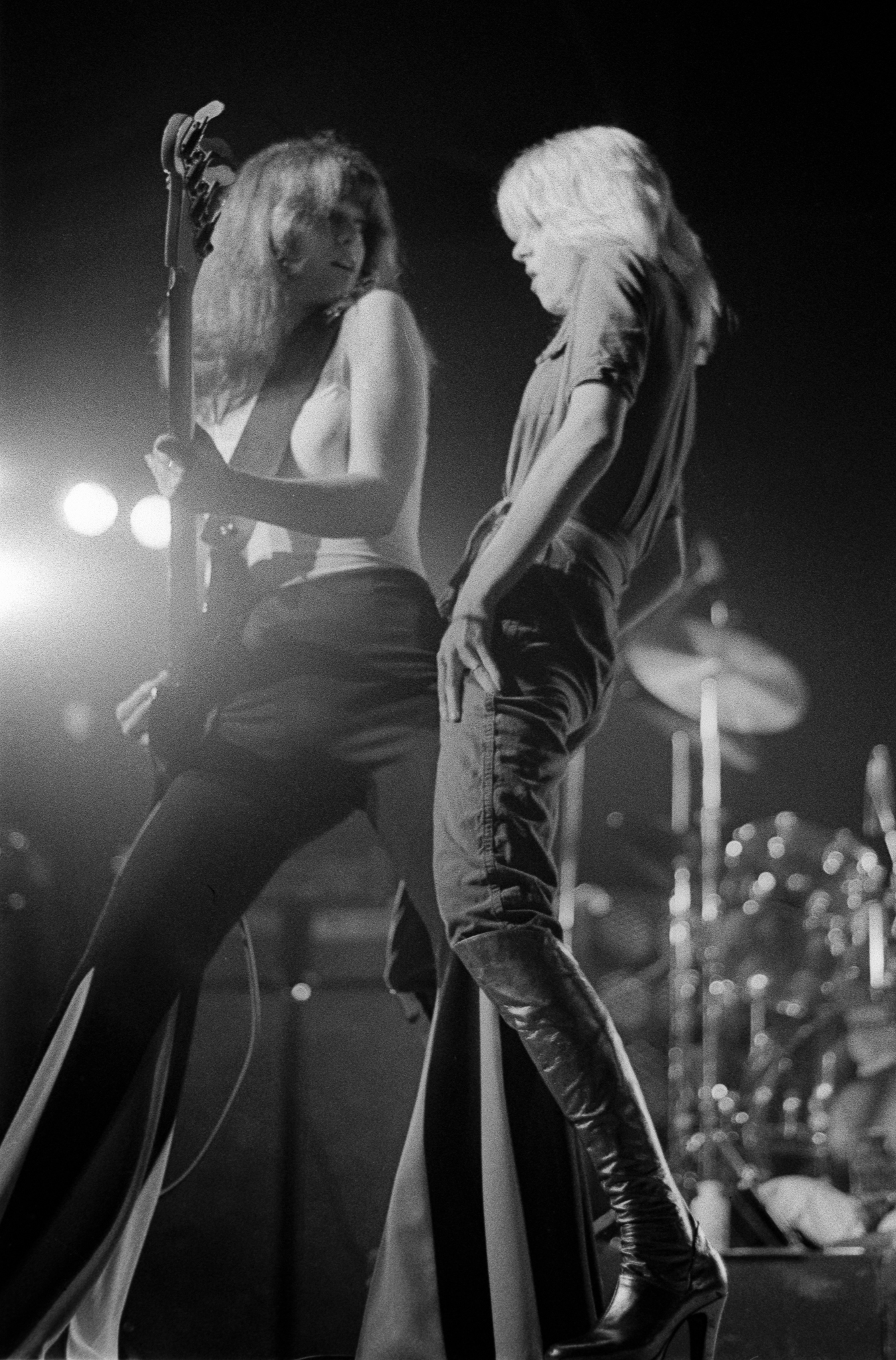
Джеки Фокс с Чери Карри, 1976 год.

### Странности с альбомом
Фокс играла во втором студийном альбоме Queens of Noise, но не в их дебютном альбоме The Runaways.
Согласно многочисленным источникам, включая мемуары Чери Карри «Neon Angel» и примечания к выпуску The Runaways на Raven Records, басист Blondie Найджел Харрисон был нанят для игры на бас-гитаре в первом альбоме из-за отказа Фоули позволить Фокс играть вместо него. Также в альбоме играл Мики Стил: сначала он спел некоторые песни в альбоме, а затем сыграл на басу (но всё

### Уход из группы
Последнее появление Фокса в этой группе было в концертном альбоме Live in Japan во время японского тура, где Фокс решила покинуть группу.
По словам Фокса, в документальном фильме 2005 года Edgeplay: A Film About the Runaways она обезумела из-за неспособности участников группы ладить друг с другом. А когда Лита Форд «с ухмылкой» сказала, что Карри забеременела от вокалиста Мики Стила, участницы (в том числе и сама Карри) его чуть не «порвали». После этого Джеки позвонила своему близкому другу Рэнди Роудсу из группы Quiet Riot из Лос-Анджелеса, который предложил ей вернуться идти домой.

### Дальнейшие действия
Виктори Тишлер-Блю (также известная как «Вики Блю») была быстро взята на замену. Однако Фокс все еще можно было увидеть в «Flaming Schoolgirls» (1980). Позже она снова появилась на сборниках «Neon Angels» и «The Best of the Runaways».
Фокс играла на бас-гитаре на воссоединении The Runaways в 1994 году с Карри и Уэст. Сестра Фокса, Карри Мари также выступала с группой в тот вечер.
Фокс отказала в разрешении на использование ее имени в художественном фильме 2010 года «Runaways». Вместо этого продюсеры создали вымышленного персонажа Робин (роль которого исполнила актриса Алия Шокат) в качестве басиста группы в фильме.

## После The Runaways
В последующие годы её пребывания в должности с The Runaways, Фокс работала в различных областях, прежде всего в качестве записи поощрений исполнительной власти, в модельном агентстве, промоутер Тони Роббинс, а в последнее время поверенным в развлекательном кинофильме и телевизионный бизнес, представляющий актеров, писателей, режиссеров, авторов и продюсеров. В живом исполнении песни «Suicide Machine» панк-рок-группой The Germs слышно, как Дарби Крэш говорит, что ищет Джеки и что песня посвящена ей.
Она говорит на итальянском и французском, а также на греческом и испанском языках. Она написала сценарий под названием «Ножницы Далилы» с Виктори Тишлер-Блю и появилась в документальном фильме Тишлер-Блю «Edgeplay: A Film About the Runaways» в 2005 году. Фокс также написала статьи для блога Huffington Post.
Фокс стала участницей «Game Dating» примерно в 1980 году.
В 2013 году Фокс выступила в качестве участницы четвертого эпизода «Chase», а 6 сентября 2013 года она была участницей синдицированной версии «Кто хочет стать миллионером?». Там она смогла дойти до 16 100 долларов, но в итоге у нее осталось 1000 долларов после того, как она не смогла дать правильный ответ на вопрос.
В декабре 2018 года она появилась на Jeopardy!, выиграв четыре игры и 87 089 долларов.

## Дискография
- The Runaways (1976) (хотя Фокс и была указана, однако она не играла в альбоме)
- Live in Cleveland (1976)
- Queens of Noise (1977)
- Live in Japan (1977)
- Flaming Schoolgirls (1980)

## Личная жизнь
Как утверждает Лита Форд в своих мемуарах — Фокс, как и другие участницы The Runaways — тоже была лесбиянкой.
Джеки Фокс:

«Я не привыкла говорить на эту тему, но это действительно так. Да, я лесбиянка: у нас, у девушек — тоже бывают всякие шалости, но подробно о них я вам не расскажу…». Оригинальный текст (англ.)«I'm not used to talking about this topic, but it really is. Yes, I'm a lesbian: we girls also have all sorts of pranks, but I won't tell you about them in detail...».

За год до начала своей карьеры Фокс заводила любовные отношения с различными девушками.
В 1976 году встречалась с Шери Керри, солисткой The Runaways.
С 1977—1978 года она встречалась с Виктори Тишлер-Блю, которая впоследствии заменит её в группе. После этого Блю станет любовницей Сэнди Уэст.

## Семья и дети
Замужем за Мартином Шафером. Общих детей у них нет.
У Фокс есть двое сыновей от предыдущих отношений.